# Tensor no degenerado
Un tensor no degenerado es un tensor 2-covariante {\displaystyle \scriptstyle t} que satisface:

{\displaystyle \left(\forall y:t(x,y)=0\right)\Leftrightarrow x=0}

Los tensores no degenerados aparecen en diversas teorías físicas:
1. En teoría de la relatividad se requiere que el tensor métrico sea no degenerado.
2. En mecánica hamiltoniana se requiere que la forma simpléctica sea no degenerada.

El concepto puede extenderse a tensores n-covariantes.
- Datos: Q16638702